# 大井川鐵道井川線

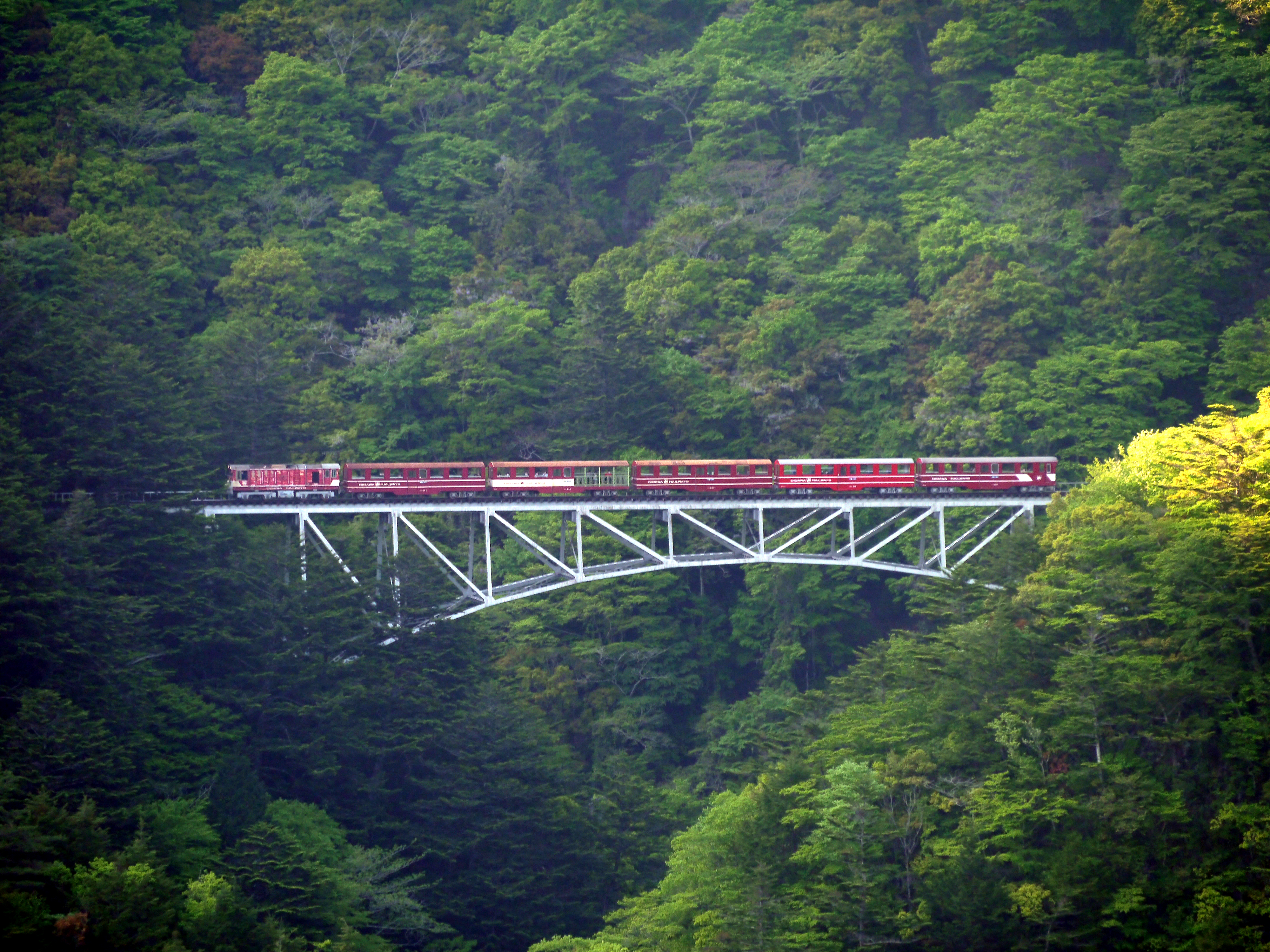
井川線の列車（尾盛 - 閑蔵間の関の沢橋梁）

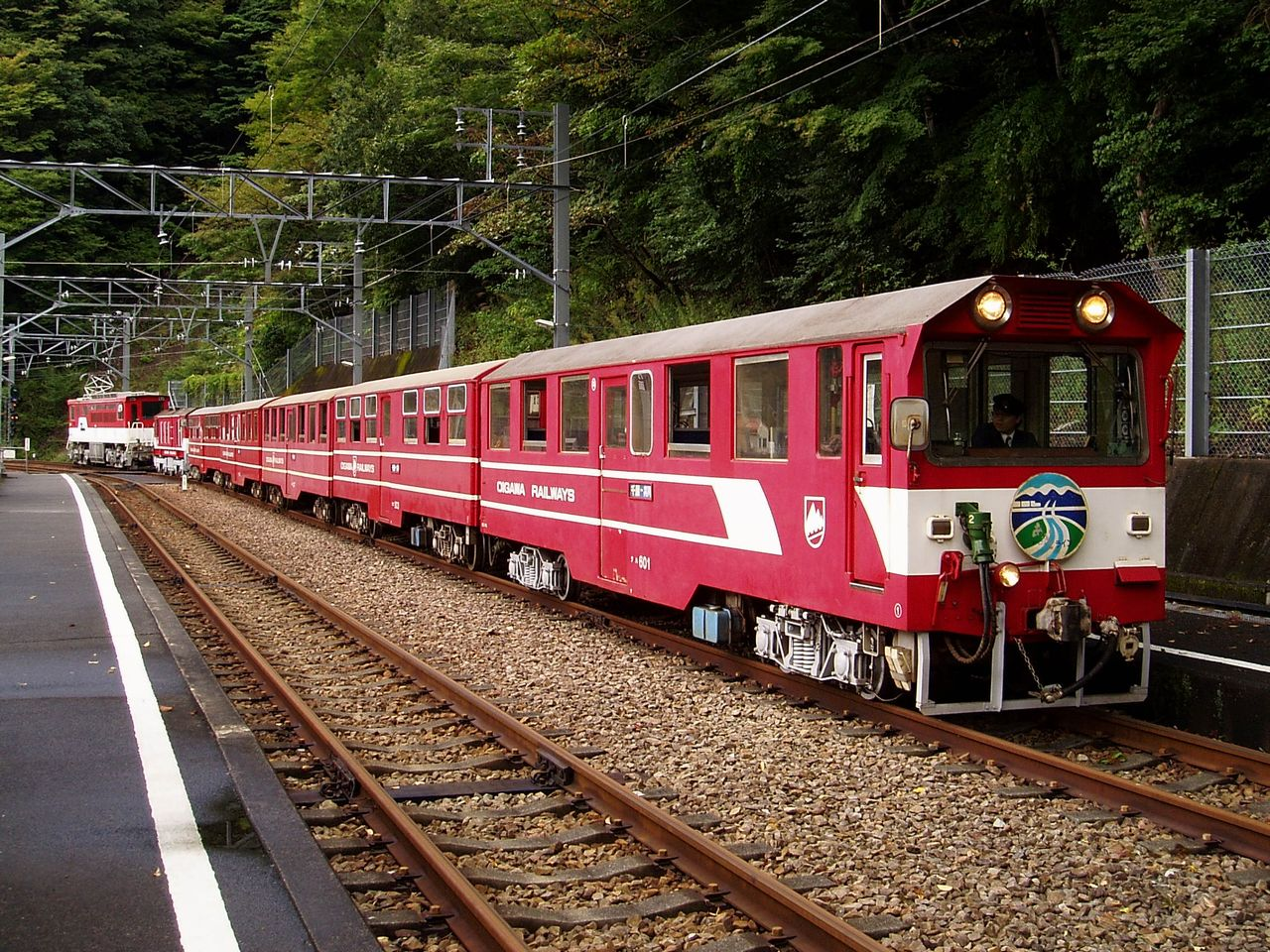
長島ダム駅に停車中の井川線列車。井川方面行きは制御車が先頭。

井川線（いかわせん）は、静岡県榛原郡川根本町の千頭駅と同県静岡市葵区の井川駅とを結ぶ大井川鐵道の鉄道路線である。南アルプスあぷとラインの愛称がつけられている。

## 概要
大井川の流れに沿って山間を縫うようにゆっくりと走る。全線の1/3がトンネルと橋梁で占められており、また非常にカーブが多く走行中は車輪が軋む音が絶えない。そのため井川線の機関車および制御客車は水撒き装置を備えている。
尾盛 - 閑蔵間には、日本でもっとも高い鉄道橋「関の沢橋梁」がある（川底から70.8 m）。
山岳地帯を走行するため沿線に民家は非常に少なく、利用者は大半が観光客である。駅の半数がいわゆる秘境駅となっている。終点駅の井川駅は静岡市内だが南アルプスの山中にある。
当路線は鉄道事業法および軌道法に準拠する鉄軌道としては日本で唯一のラック式鉄道（アプト式）区間のある路線である。長島ダム（1972年〈昭和47年〉着手、2002年〈平成14年〉竣工）建設に伴い一部区間が水没することになったが、補償金を受けて廃止することはせず、湖岸に新線を建設した。途中90.0 ‰の急勾配があるため、碓氷峠越えの国鉄信越本線で1963年（昭和38年）に廃止されて以来、日本では途絶えていたアプト式を採用した。なお、ループ線などを設けて急勾配を避け建設する手法も可能だったが、早期に建設できるという理由でアプト式のラック式鉄道となったといわれる。また、いくつか種類があるラック式鉄道の中でアプト式を採用したのは、レールの製造会社の都合によるものといわれる。
元々762 mm軌間で建設されたが、1936年（昭和11年）に貨車を直通させるために1,067 mmに改軌された後も、トンネルなどは車両限界が小さい。車両もそれに合わせて軽便鉄道程度の大きさで、「軽便より小さい」といわれることもある。沿線住民からは『エンジン』という愛称で親しまれている。これはもともと千頭森林鉄道の愛称であり、車両が似ているため引き継がれたものと考えられる。
鉄道資産は中部電力が保有しているが、第三種事業者ではない。また当線の赤字額は中部電力が負担している。
当路線は、アプト区間を除き非電化であるが、静岡県内で非電化で残る路線はほかに天竜浜名湖鉄道天竜浜名湖線しかなく、また2004年（平成16年）4月1日に名鉄三河線の非電化区間廃止後は第三セクター鉄道とJR東海の子会社運営であるJR東海交通事業城北線を除けば中部地方で唯一の非電化の旅客扱いのある私鉄路線となっている。また、当路線は機関車で牽引・推進する客車や貨車で運行しており、非電化区間があるが気動車を使用していない。

### 路線データ
- 路線距離（営業キロ）：25.5 km
- 軌間：1,067 mm
- 駅数：14駅（起終点駅含む）
- 複線区間：なし（全線単線）
- 電化区間：アプトいちしろ - 長島ダム間（直流1,500 V）
- 閉塞方式：特殊自動閉塞式
- 最高速度：30 km/h[1]
- トンネル：61か所
- 橋梁：55か所

## 歴史
- 1935年（昭和10年）3月20日：大井川電力の専用鉄道として大井川専用軌道千頭 - 大井川発電所（現在廃止）間で運行開始（762 mm軌間、内燃動力）。川根両国駅、沢間駅開業。
- 1936年（昭和11年）11月19日：1,067 mmに改軌、ただし、千頭 - 沢間間は軌間762 mmの寸又川専用軌道（のちの千頭森林鉄道）が乗り入れるため三線軌条[4]。
- 1954年（昭和29年）4月1日：中部電力の専用鉄道として大井川ダム - 堂平（井川駅の先）間の運行開始。中部電力専用鉄道に改称。
- 1959年（昭和34年）8月1日：中部電力専用鉄道を大井川鉄道が引き継ぎ、大井川鉄道井川線として旅客営業開始。土本駅、川根小山駅、奥泉駅、川根市代駅、川根唐沢駅、犬間駅、川根長島駅、尾盛駅、閑蔵駅、亀久保信号場、井川駅開業。
- 1969年（昭和44年）：千頭森林鉄道が廃止され、廃止後に千頭 - 沢間間の762 mm軌条が撤去される。
- 1970年（昭和45年）11月：千頭 - 川根両国間に並行する側線を往復するミニSL列車の運行開始。
- 1971年（昭和46年）4月1日：井川 - 堂平間廃止[5]。亀久保信号場廃止。
- 1981年（昭和56年）8月1日：大加島仮乗降場開業。
- 1989年（平成元年）11月26日：ミニSL列車の運行終了[6]。
- 1990年（平成2年）10月2日：川根市代駅を移転してアプトいちしろ駅に、川根長島駅を接岨峡温泉駅に改称[7]し、（旧）川根市代 - 接岨峡温泉間を新線に変更。アプトいちしろ - 長島ダム間はアプト式の電化区間とする[8]。長島ダム駅、ひらんだ駅、奥大井湖上駅開業。大加島仮乗降場、川根唐沢駅、犬間駅廃止[7]。
- 1998年（平成10年）
  - 10月18日：接岨峡温泉 - 井川間が土砂崩れのため不通となる[9]。
  - 10月31日 - 11月30日 : 紅葉の名所である関の沢橋梁への観光客の便宜を図るため、接岨峡温泉 - 閑蔵間に限り1日3往復のみ折り返し列車を延長して乗り入れ[9]。
- 1999年（平成11年）
  - 3月8日：不通だった接岨峡温泉 - 井川間が復旧[9]。
  - 8月1日：愛称が「南アルプスあぷとライン」に決定。
- 2000年（平成12年）
  - 9月12日：長島ダム駅付近での土砂崩れのため、奥泉 - 井川間が不通となる[10][11]。
  - 9月23日：奥泉 - 井川間が復旧[11]。
- 2007年（平成19年）
  - 9月3日 - 10月19日：川根両国 - 沢間間の法面崩落現場の復旧のため、千頭 - 奥泉間を運休し、バスによる代行輸送を行う。
  - 12月3日 - 2008年（平成20年）3月31日：再び千頭 - 奥泉間を運休し、バスによる代行輸送を行う。
- 2009年（平成21年）3月29日：全線でATSの使用を開始。
- 2010年（平成22年）8月28日：台風の被害により崖崩れの恐れがあるとし、千頭 - 奥泉間を運休して代行バスによる振替輸送を開始[12][13]。当該区間の代行バスは、季節ごとにダイヤを更新しながら運行した。
- 2011年（平成23年）
  - 8月12日：前年より運転を見合わせていた千頭 - 奥泉間が復旧。
  - 9月21日：台風15号による道床流出（約20 m）のため接岨峡温泉 - 井川間が不通となる。
  - 10月7日：接岨峡温泉 - 井川間の運行再開[14][15]。
- 2014年（平成26年）9月2日：閑蔵駅の約600m南側で崩土のため、接岨峡温泉 - 井川間が不通となる。
- 2017年（平成29年）3月11日：接岨峡温泉 - 井川間が復旧[16]。
- 2018年（平成30年）5月8日：大雨による土砂崩れのため閑蔵 - 井川間が不通となる[17]。
- 2019年（平成31年）3月9日：閑蔵 - 井川間が復旧[18][19]。
- 2020年（令和2年）
  - 4月14日：新型コロナウイルス感染症の流行拡大を受け、同日以降、全列車を終日営業運転休止[20][21]。
  - 6月20日：営業運転再開[22]。なお、千頭 - 奥泉間は落石対策工事の影響で同日午後から運行再開。
  - 8月20日：倒木処理作業により、奥泉 - 長島ダム間で終日バス代行運転となり、千頭 - 奥泉間と長島ダム - 井川間でそれぞれ折り返し運転となる。
  - 5月21日：落石の影響で、閑蔵 - 井川間で当面の間、運転を見合わせる[23]。
  - 8月5日：閑蔵 - 井川間の運転再開[24]。
  - 9月24日：台風15号による土砂災害の影響で、当面全線見合わせ。
  - 10月8日：千頭 - 接岨峡温泉間が運転再開[25]。
  - 10月22日：接岨峡温泉 - 井川間が運転再開[26]。
- 2023年（令和5年）1月23日 - 2月3日：井川駅1番線上の西山沢橋梁撤去に伴う構内工事のため、閑蔵 - 井川間運休[27][28]。
- 2024年（令和6年）
  - 3月26日：落雷による信号故障のため、井川線全線で運転を見合わせる[29]。当日中に千頭 - 接岨峡温泉間での運転を再開[30]。
  - 6月1日：接岨峡温泉 - 井川間が運転再開[31]。

## 運行形態
2023年3月改正時点で、旅客列車は千頭 - 井川間の列車が2往復、千頭 - 接岨峡温泉間の列車が3往復運行されている。また、車庫のある接岨峡温泉 - 井川間（ゴールデンウィークや8月・11月の土休日に運行）の区間列車もある。大井川本線とは異なりワンマン運転は行われていない。
全列車がDD20形ディーゼル機関車で推進・牽引される客車列車によって運行される。旅客列車においては、連結器の負担軽減および損傷時のリスクを考慮して、麓側の千頭方に重量物である機関車が、井川方には制御客車クハ600形が連結される。クハ600形から機関車を制御するため、井川線で運用されるすべての客車とcトキ200形・cワフ0形貨車には制御回路が引き通されている。ラック式鉄道（アプト式）区間ではさらにED90形電気機関車が補助機関車（補機）として連結される。
基本的な編成は以下のとおり。
千頭 - アプトいちしろ間、長島ダム - 井川間
機関車（DD20形）+客車+客車+客車+制御客車（クハ600形）
アプトいちしろ - 長島ダム間
電気機関車（ED90形）+機関車（DD20形）+客車+客車+客車+制御客車（クハ600形）
いずれも多客時と閑散期には客車の連結両数（2 - 8両）が増減する。
ダイヤ上、途中駅で連結・解放を行う列車も存在するが、この場合は機関車（DD20形）が編成中間に入る。また分割併合がなくても、多客時に6両以上の客車で運行する場合には中間または後部に補機として連結されることもあるが、連結された機関車も先頭車から総括制御される。
機関車（DD20形）+客車+客車+制御客車（クハ600形）+機関車（DD20形）+客車+客車+制御客車（クハ600形）
機関車（DD20形）+客車+客車+機関車（DD20形）+客車+客車+制御客車（クハ600形）
機関車（DD20形）+機関車（DD20形）+客車+客車+客車+客車+制御客車（クハ600形）
かつては小型蒸気機関車やディーゼル機関車DB1形による観光列車が千頭 - 川根両国間で運行されていた。
貨物列車は、静岡県統計年鑑によると2020年（令和2年）度に千頭駅、沢間駅、土本駅、川根小山駅、アプトいちしろ駅、奥大井湖上駅、接岨峡温泉駅、閑蔵駅、井川駅に取扱い実績がある。鉄道統計年報における品目内訳はすべて「分類不能」とされている。

### きかんしゃトビー号
大井川本線で行われてきたDAY OUT WITH THOMASの一環で、「きかんしゃトビー号」を2022年（令和4年）8月19日から千頭 - 奥泉間で運行することが同年4月28日に発表された。編成はトビー号+客車5両を基本とする。1日2往復が運行されるが、奥泉駅では乗降不可であり、千頭駅でのみ乗降できる往復遊覧運行となっている。乗車には大鉄アドバンスのツアーサイトからパッケージツアーを事前に申し込むのが基本ではあるが、当日空席がある場合は、千頭駅内の専用窓口または新金谷駅前にある「プラザロコ」2階のSLセンター（第2便のみ）にて当日乗車券が発売される。

### 星空列車
毎年度、概ね10月 - 3月の土休日夜間に奥大井湖上駅で星空観察を行う「星空列車」を千頭駅 - 奥大井湖上駅間で運行している。乗車するには専用の「星空列車特別乗車券」が必要。2016年に募集型のツアーとして初運行。2018年から臨時列車として運行されている。

## 車両
ダム建設のための専用鉄道として建設された経緯から、車両限界はかなり小さいものとなっている。車両定規によると、最大幅は1,850 mm以下、最大高さは2,700 mmとされている。
かつての地方鉄道法においては、最大幅は2,744 mmと設定されていた。一般的な軽便鉄道の車両では最大幅は2,100 mm前後で、現在も運用されている近鉄260系電車の車体幅は2,106 mm、馬面電車として鉄道ファンに知られている花巻電鉄のデハ4・5の最大幅が1,600 mmだった。これらと比較すると、井川線の車両規格の小ささが窺える。
また、連結器高さもレール面から640 mmと、普通鉄道の880 mmより低い位置になっており、連結器も小型の自動連結器が装備されている。井川線用の小型連結器で、同社では「4分の3自動連結器」と呼称している。客車・貨車のボギー台車は、すべて軸間距離1,300 mmのアーチバー台車で統一されている。
客車はすべて手動ドアであり、駅に停車すると乗客がドアを手で開けて、車掌がドアを閉めてまわる。

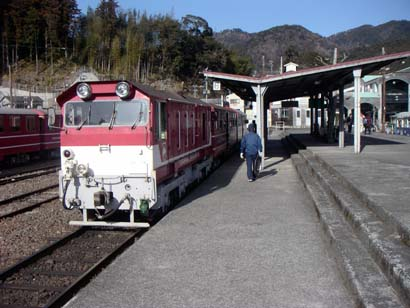
千頭駅
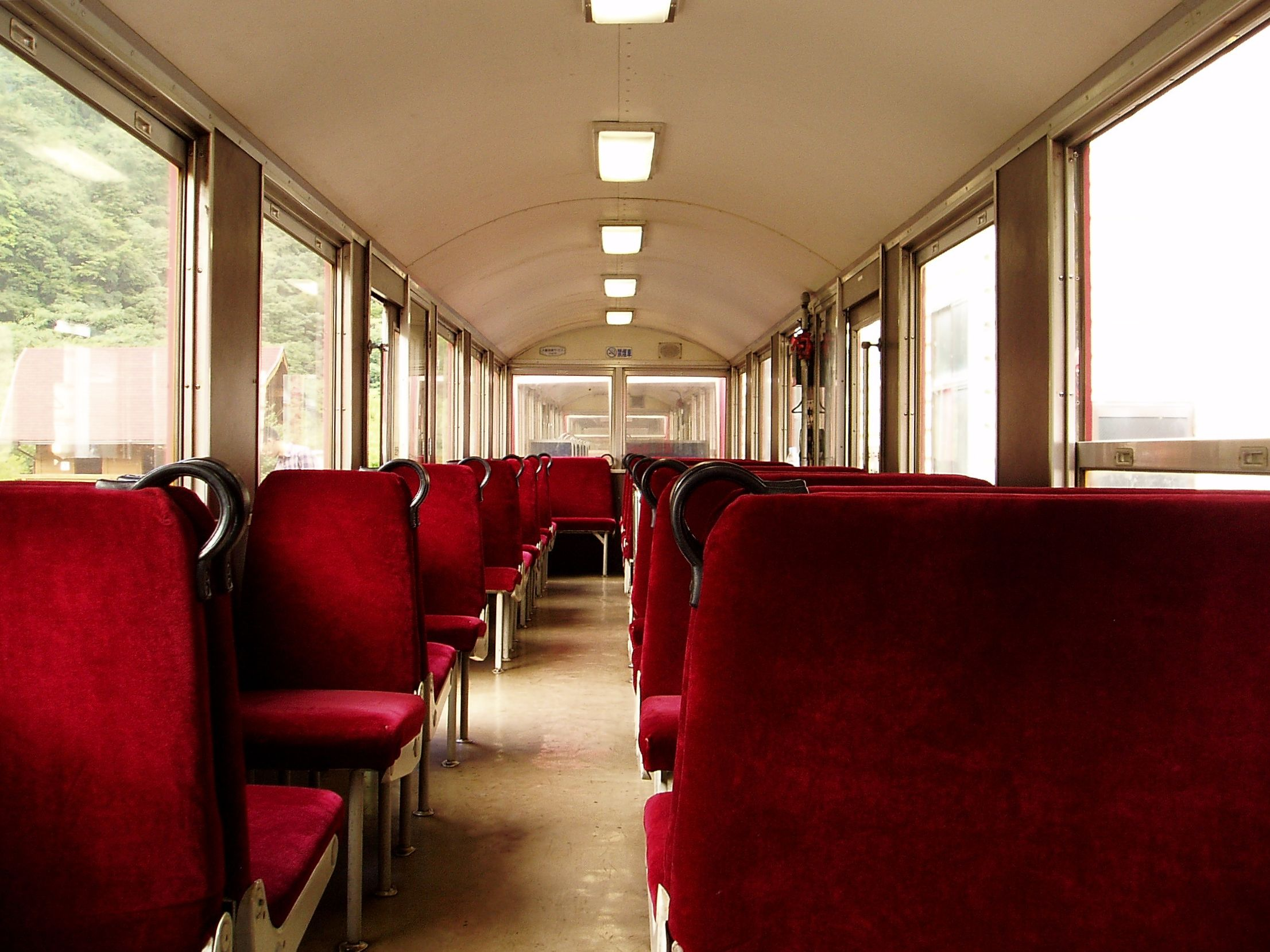
スロフ300形の内部
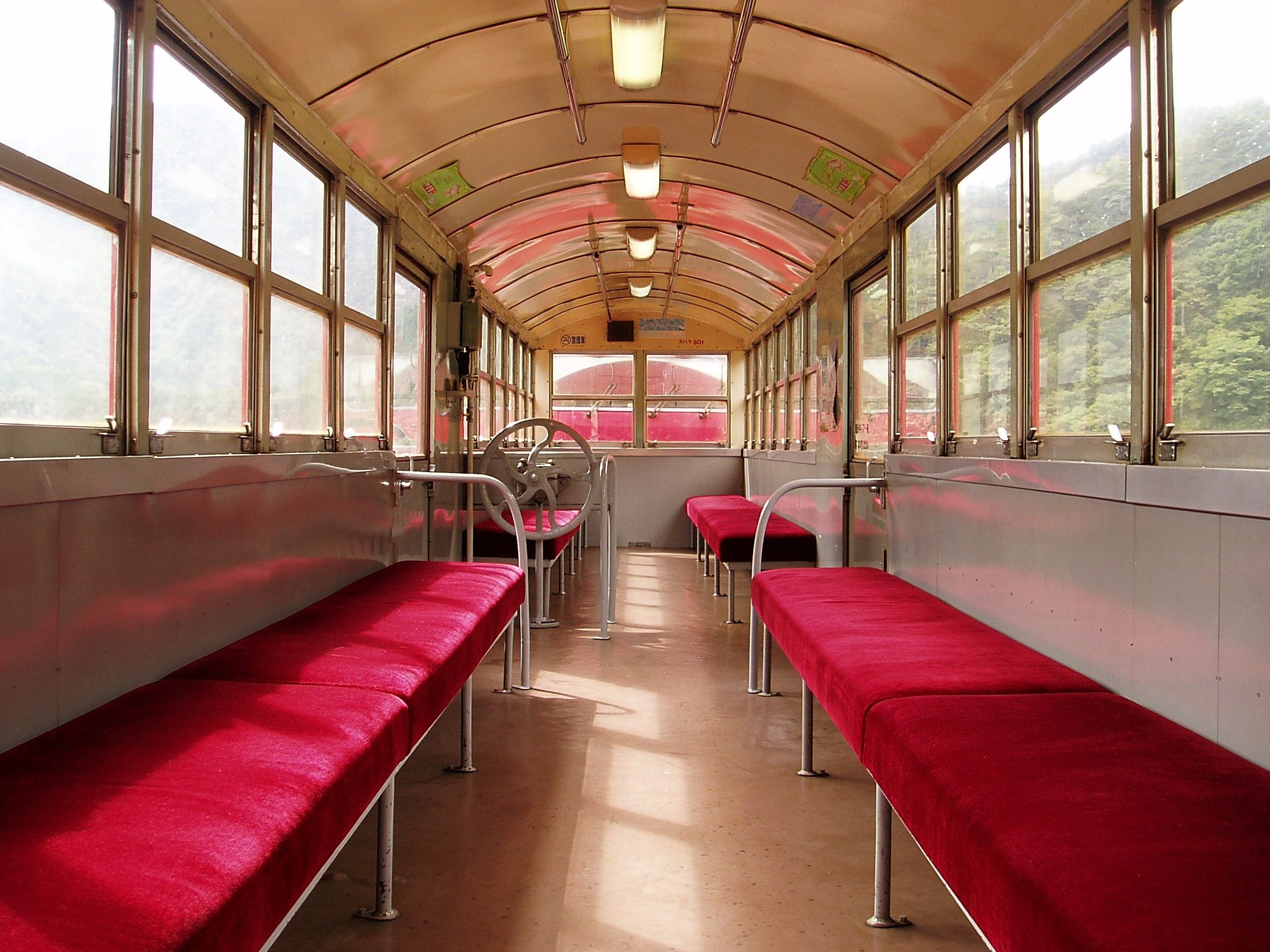
スハフ500形の内部

## 駅一覧

### 営業中の区間
- 全線静岡県に所在。
- 停車駅
  - ●：停車、｜：通過、×：折り返し（乗降不可）
  - 普通列車は各駅に停車する
  - トビー号・星空列車は臨時列車。
- 線路（全線単線） … ◇：列車交換可、｜：列車交換不可

| 電化状況 | 駅名                          | 駅間キロ | 営業キロ | 標高 （m） | トビー号 | 星空列車 | 接続路線               | 線路 | 所在地          |
| -------- | ----------------------------- | -------- | -------- | ---------- | -------- | -------- | ---------------------- | ---- | --------------- |
| 非電化   | 千頭駅                        | -        | 0.0      | 298        | ●        | ●        | 大井川鐵道：大井川本線 | ｜   | 榛原郡 川根本町 |
| 非電化   | 川根両国駅                    | 1.1      | 1.1      | 298        | ｜       | ｜       |                        | ◇    | 榛原郡 川根本町 |
| 非電化   | 沢間駅                        | 1.3      | 2.4      | 323        | ｜       | ｜       |                        | ｜   | 榛原郡 川根本町 |
| 非電化   | 土本駅                        | 1.5      | 3.9      | 325        | ｜       | ｜       |                        | ｜   | 榛原郡 川根本町 |
| 非電化   | 川根小山駅                    | 1.9      | 5.8      | 354        | ｜       | ｜       |                        | ◇    | 榛原郡 川根本町 |
| 非電化   | 奥泉駅                        | 1.7      | 7.5      | 369        | ×        | ｜       |                        | ◇    | 榛原郡 川根本町 |
| 直流電化 | アプトいちしろ駅              | 2.4      | 9.9      | 396        |          | ｜       |                        | ｜   | 榛原郡 川根本町 |
| 直流電化 | 長島ダム駅                    | 1.5      | 11.4     | 485        |          | ｜       |                        | ◇    | 榛原郡 川根本町 |
| 非電化   | ひらんだ駅                    | 1.2      | 12.6     | 485        |          | ｜       |                        | ｜   | 榛原郡 川根本町 |
| 非電化   | 奥大井湖上駅 （奥大井恋錠駅） | 1.3      | 13.9     | 490        |          | ×        |                        | ｜   | 榛原郡 川根本町 |
| 非電化   | 接岨峡温泉駅                  | 1.6      | 15.5     | 496        |          |          |                        | ◇    | 榛原郡 川根本町 |
| 非電化   | 尾盛駅                        | 2.3      | 17.8     | 526        |          |          |                        | ｜   | 榛原郡 川根本町 |
| 非電化   | 閑蔵駅                        | 2.7      | 20.5     | 557        |          |          |                        | ◇    | 静岡市 葵区     |
| 非電化   | 井川駅                        | 5.0      | 25.5     | 686        |          |          |                        | ◇    | 静岡市 葵区     |

### 廃止区間
奥泉駅 - 川根市代駅（現在のアプトいちしろ駅付近） - 大加島仮乗降場 - 川根唐沢駅 - 犬間駅 - 川根長島駅（現・接岨峡温泉駅）
井川駅 - （貨）堂平駅

### 現存区間上の廃駅
- 亀久保信号場：閑蔵 - 井川間、1971年（昭和46年）4月1日廃止

## ギャラリー

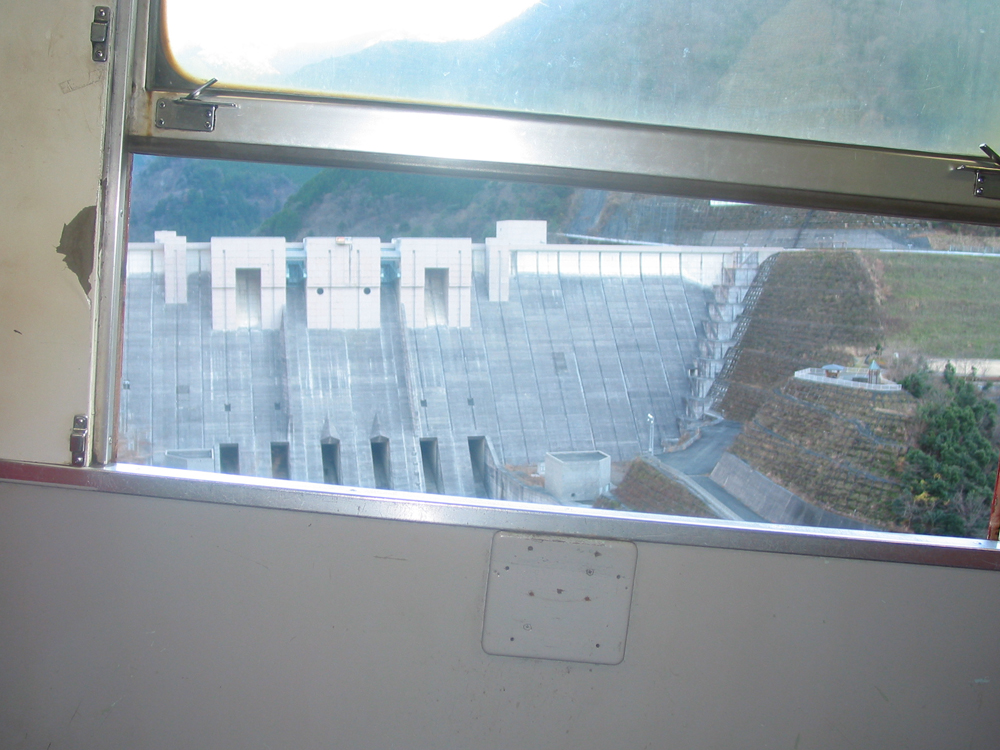
アプト式区間90.0 ‰の車窓からみた長島ダム
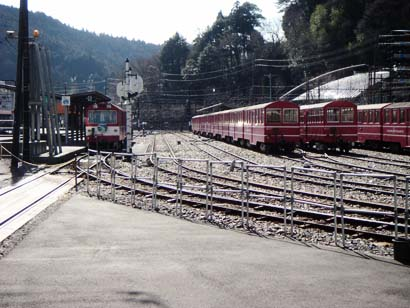
千頭駅
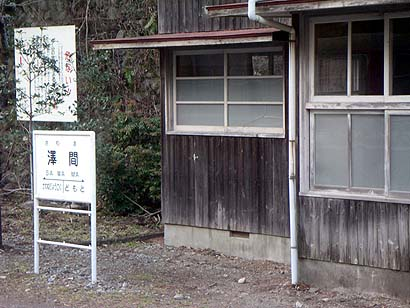
沢間駅
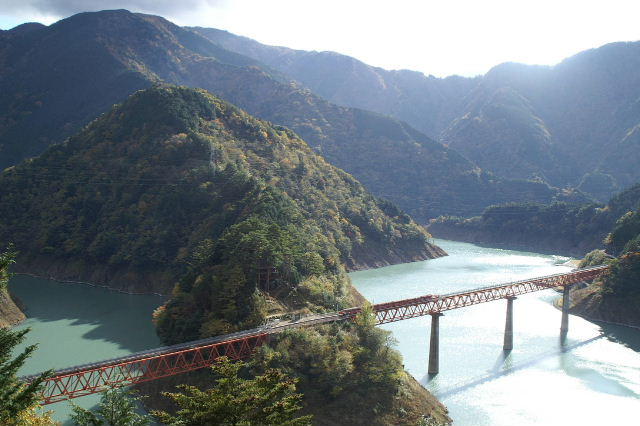
奥大井湖上駅

## 井川線が登場する作品
- 2022年2月、アニメ『新幹線変形ロボ シンカリオンZ』第38話にて井川線が登場。24分中16分が井川線の場面になっていた。
- 2024年4月、アニメ『ゆるキャン△』SEASON3 第3話・第4話で井川線が登場。